# Virginia Slims Championships 1989
Virginia Slims Championships 1989 -  щорічний тенісний турнір серед найкращих гравчинь в одиночному і парному розрядах в рамках Туру WTA 1989. Відбувсь удев'ятнадцяте і тривав з 13 до 19 листопада 1989 року на закритих кортах з килимовим покриттям у Медісон-сквер-гарден у Нью-Йорку США. Перша сіяна Штеффі Граф здобула титул в одиночному розряді, свій другий на цьому турнірі після 1987 року, й отримала 125 тис. доларів США.

## Фінальна частина

### Одиночний розряд
Штеффі Граф —  Мартіна Навратілова, 6–4, 7–5, 2–6, 6–2.

### Парний розряд
Мартіна Навратілова /  Пем Шрайвер —  Лариса Савченко /  Наташа Звєрєва, 6–3, 6–2.